# Montcenis
Montcenis – miejscowość i gmina we Francji, w regionie Burgundia-Franche-Comté, w departamencie Saona i Loara.
Według danych na rok 1990 gminę zamieszkiwało 2339 osób, a gęstość zaludnienia wynosiła 190 osób/km² (wśród 2044 gmin Burgundii Montcenis plasuje się na 86. miejscu pod względem liczby ludności, natomiast pod względem powierzchni na miejscu 781.).